# Eugène Martin
Eugène Martin (Suresnes, Isla de Francia, 24 de marzo de 1915-Aytré, Nueva Aquitania, 12 de octubre de 2006) fue un piloto de automovilismo francés.
Comenzó su carrera a mediados de los años cuarenta. Ganó la Copa Robert Mazaud en 1946 y el Gran Premio de Lac en 1949, de Fórmula 2.
En 1950 fue invitado por Talbot-Lago para competir en la primera temporada del campeonato de Fórmula 1; en Silverstone abandonó por problemas del monoplaza, y en Bremgarten hizo lo mismo por culpa de un accidente que le fracturó una pierna.
Volvió a correr dos años más tarde. Participó en dos ediciones de las 24 Horas de Le Mans, hasta su retiro de la competición en 1958.
Fuera de su carrera como piloto, Martin tuvo una breve dedicación al desarrollo de automóviles; el Martin-Spéciale estuvo en el Salón del Automóvil de París de 1952, pero nunca pasó a la producción en serie. Es uno de los últimos supervivientes que fueron parte del primer Gran Premio de la historia de Fórmula 1, hasta su muerte en un hospital cerca de su casa en 2006, en Aytré.

## Resultados

### Fórmula 1
(Clave) (negrita indica pole position) (cursiva indica vuelta rápida)

| Año     | Escudería                  | 1       | 2   | 3   | 4       | 5   | 6   | 7   | Pos. | Puntos |
| ------- | -------------------------- | ------- | --- | --- | ------- | --- | --- | --- | ---- | ------ |
| 1950    | Automobiles Talbot-Darracq | GBR Ret | MON | 500 | SUI Ret | BEL | FRA | ITA | NC   | 0      |
| Fuente: |                            |         |     |     |         |     |     |     |      |        |